# U Tlustého Jana
U Tlustého Jana je rozcestník turistických značek a také hostinec, který se nachází jihozápadně pod hradem Potštát (Puchart) a severně od osady Boňkov, na levém břehu říčky Velička na okraji Potštátského skalního města v pohoří Oderské vrchy. U Tlustého Jana se nachází na katastru vesnice Kyžlířova, části města Potštát v okrese Přerov v Olomouckém kraji. Místo je přístupné po silnici, turistické stezce a cyklostezce.

## Historie
V 19. století byl U Tlustého Jana hostinským velmi otylý Jan, který měl zvláštní širokou židli a nad výčepem umístěnou kladku s lanem, pomocí které se zvedal, když seděl ve výčepu. Hospoda dostala číslo popisné roku 1710 jako zahradnická usedlost a později se změnila na hostinec. Před 2. světovou válkou měl hostinec i venkovní taneční parket na místě současného parkoviště. Hostinec měl také svůj Klub přátel Tlustého Jana.
Dle stavu z roku 2021 se hostinec neprovozuje.